# White Men Can't Jump
White Men Can't Jump (Los blancos no saben saltar, en Hispanoamérica, Los blancos no la saben meter en España) es una película dramática y cómica protagonizada por Woody Harrelson, Wesley Snipes  y Rosie Perez. Fue escrita y dirigida por Ron Shelton, y se estrenó el 27 de marzo de 1992. 20th Century Fox se encargó de la producción.

## Sinopsis
Billy y Sidney son dos amigos, uno blanco y otro negro, que se dedican a practicar el baloncesto callejero contra todo aquel que desee medir sus fuerzas con ellos. Como los dos se creen los mejores jugadores del mundo, su excesivo ego hace que se peleen entre ellos, con los contrarios y con todo aquel que no comparta su filosofía del juego.

## Argumento
Billy Hoyle (Woody Harrelson) es un exjugador de baloncesto universitario que se gana la vida retando a baloncestistas callejeros que suponen que no es capaz de jugar bien, porque es blanco. Uno de estos jugadores talentosos pero arrogantes es Sidney Deane (Wesley Snipes), una estrella de las pistas al aire libre de Venice (Los Ángeles). Es humillado en dos ocasiones por Billy delante de sus amigos, perdiendo una apuesta. Pero también reconoce algo bueno cuando lo ve e inmediatamente comienza a pensar en una serie de maneras en que Billy puede ser útil para él.
Billy y su novia Gloria Clemente (Rosie Perez) están huyendo de los mafiosos debido a una deuda de juego. Gloria tiene el objetivo de ser concursante en el programa de televisión Jeopardy! y hacer una fortuna. Sidney, por su parte, quiere comprar una casa para su familia fuera del barrio de Baldwin Village (Los Ángeles). Se asocia con Billy y ambos retan a otros jugadores por dinero. Pero cuando inesperadamente pierden un juego, resulta que Sidney ha traicionado a Billy deliberadamente jugando mal junto a él, haciendo que éste pierda 1700 dólares frente a un grupo de amigos de Sidney.
Gloria se indigna con Billy porque pierde dinero de nuevo y también sospecha lo que ocurrió. Una vez que llegan a Sidney y apelan a su esposa (Tyra Ferrell) para justicia, Gloria se compromete a compartir parte del dinero, a condición de que Sidney y Billy están dispuestos a formar un equipo nuevo para un gran torneo al aire libre de 2 contra 2. Mientras discuten sin cesar, Sidney y Billy ganan el gran premio de 5000 dólares , en gran parte debido al hecho de que Billy es capaz de interrumpir la concentración de sus oponentes. El reclamo más notable de Billy es que él está "en la zona" un estado de ánimo en el que nada puede interponerse en su camino. Sidney está satisfecho con el resultado; sin embargo, no puede dejar de burlarse de Billy por su incapacidad de hacer un slam dunk. "Los hombres blancos no la saben meter" señala. Billy, sin embargo, afirma que hacer eso es grandilocuencia innecesaria, al tiempo que expresa la creencia de que los chicos negros como Sidney "preferirían lucir bien y perder que se vea mal y ganar".
Billy insiste que realmente puede encestar, pero Sidney no está de acuerdo. Enfurecido, Billy afirma que está dispuesto a apostar su parte de los 5000 dólares a su habilidad para encestar. Sidney acepta y le da tres oportunidades. Billy falla, perdiendo su parte. Cuando se lo dice a Gloria, ella le deja. Uno de los amigos de Sidney trabaja como guardia de seguridad en el estudio de televisión donde se graba Jeopardy! . Acepta llevarla al programa, siempre que Billy pueda lanzar un tiro de gancho desde la media cancha, lo que hace. Para empezar, Gloria tropieza en las preguntas deportivas (sobre todo, al identificar a Babe Ruth como un reboteador de la NBA), pero se desquita con la categoría "Alimentos cuyos nombres empiezan con la letra Q". Gana 14100 dólares  en su primera participación, y vuelve con Billy gracias en parte a una canción que éste le ha compuesto.
Todo en el mundo de Billy va bien de nuevo, pero ahora es Sidney el que sufre la desgracia y necesita un favor, pues su casa es asaltada por los ladrones y él y su familia necesitan dinero desesperadamente. Gloria espera que Billy consiga un trabajo estable para establecerse, pero Sidney lo necesita para jugar al baloncesto por su dinero de nuevo y utilizar su parte de la recaudación de Gloria. Gloria advierte que si Billy apuesta con su dinero, terminan. Billy siente que debe cumplir con la obligación que le debe a Sidney por darle un lugar a Gloria en Jeopardy!. Juegan un juego de final contra dos leyendas del baloncesto de Los Ángeles, Eddie "The King" Faroo y "Duck" Johnson. En un partido muy apretado, Sidney y Billy prevalecen, los puntos de victoria proviniendo cuando Sidney le lanza un pase "alley-oop" a Billy, quien lo encesta.
Regresando a su casa feliz, Billy descubre que Gloria ha mantenido su palabra y lo ha dejado para siempre, lo que le deja muy deprimido. A continuación, los mafiosos que están persiguiendo a Billy lo encuentran, y hacen que pague sus deudas. Billy le pide a Sidney una vez más que le consiga un trabajo verdadero. Billy dice que Gloria le ha dejado muchas veces, pero que esa es la definitiva, y Sidney le replica que tal vez estén mejor el uno sin el otro. Billy, entonces, le reta a otro partidillo de baloncesto, y ahora él y Sidney están de vuelta donde empezaron, pero esta vez como amigos.

## Reparto
- Wesley Snipes como Sidney Deane.
- Woody Harrelson como Billy Hoyle.
- Rosie Perez como Gloria Clemente.
- Tyra Ferrell como Rhonda Deane.
- Cylk Cozart como Robert.
- Kadeem Hardison como Junior.
- Ernest Harden Jr. como George.
- John Marshall Jones como Walter.
- Marques Johnson como Raymond.
- David Roberson como T.J.
- Kevin Benton como Zeke.
- Freeman Williams como Duck Johnson.
- Nigel Miguel como Dwight “the Flight” McGhee.
- Duane Martin como Willie Lewis.
- Louis Price como Eddie "The King" Faroo.
- Alex Trebek como sí mismo.

## Producción
Bob Lanier, leyenda de Detroit Pistons y Milwaukee Bucks y miembro del Salón de la Fama, fue contratado como entrenador de baloncesto para la película. Lanier quedó impresionado con Harrelson y Snipes, sugiriendo que ambos alcanzaron el nivel de habilidad de baloncesto universitario de la División II. También señaló que de los dos, Snipes era el mejor jugador. La banda sonora original y la canción "If I Lose" fueron compuestas por el saxofonista y compositor Bennie Wallace, quien también compuso la banda sonora de la película "El Escándalo Blaze" de Ron Shelton.
El quinteto musical de R&B Riff grabó una canción y el video musical que la acompañaba llamado "White Men Can't Jump" para la película. El video musical contó con Woody Harrelson, Wesley Snipes y Rosie Perez. Se puede ver en el lanzamiento del DVD con características adicionales. Marques Johnson tiene un papel secundario como Raymond, quien pierde un juego ante Snipes y Harrelson. Johnson fue un jugador estrella para el equipo de campeonato nacional 1974-75 de UCLA dirigido por John Wooden y más tarde jugó para los Bucks, Clippers y Warriors de la NBA. Freeman Williams, quien interpretó a "Duck" Johnson, también tuvo una distinguida carrera en la NBA, jugando para los Clippers, Jazz y Bullets de 1978 a 1986. El jugador de la NBA, Gary Payton, hizo una aparición no acreditada como un jugador callejero no identificado.  
La categoría "Alimentos que comienzan con la letra 'Q ' " era una categoría real en un episodio de octubre de 1997 de Jeopardy!. Hay un videojuego basado en la película para la consola Atari Jaguar. Para presentar una nueva zapatilla de baloncesto, Nike se asoció con los creadores de White Men Can't Jump para armar el paquete de zapatos inspirados en los personajes Billy Hoyle y Sidney Deane. 

### Música
Capitol Records lanzó dos bandas sonoras, la primera, White Men Can't Jump se lanzó el 24 de marzo de 1992 y consistía principalmente en R&B, la segunda, White Men Can't Rap fue lanzada el 7 de abril de 1992 y consistió completamente en hip hop.

## Recepción
White Men Can't Jump recaudó 14.711.124 dólares en 1.923 salas de cine en su primer fin de semana, con un bruto total de 76.253.806 dólares en los EE. UU. y 90.753.806 dólares en todo el mundo, y obtuvo el decimosexto lugar en el listado de las películas con los mayores ingresos de 1992.
La película recibió críticas generalmente positivas. Actualmente cuenta con un "calificación fresca" de 78 por ciento en Rotten Tomatoes, con 28 críticas positivas. El reconocido crítico Roger Ebert, del Chicago Sun-Times, dio a la película tres estrellas y media de cuatro, diciendo que "no es simplemente una película de básquetbol" y alabando a Ron Shelton por "conocer a sus personajes". Janet Maslin de The New York Times elogió a Wesley Snipes por su "rendimiento divertido y conociendo con un montón de entusiasmo físico." La película fue supuestamente uno de los favoritos del cineasta Stanley Kubrick.

## Premios y nominaciones
| Año  | Premio          | Categoría  | Persona                       | Resultado |
| ---- | --------------- | ---------- | ----------------------------- | --------- |
| 1993 | MTV Movie Award | Mejor Beso | Rosie Perez Woody Harrelson   | Nominada  |
| 1993 | MTV Movie Award | Mejor Dúo  | Wesley Snipes Woody Harrelson | Nominada  |

## El título español
En su día muchos criticaron el título adoptado para el estreno en España de esta película, supuestamente por un doble sentido sexual que, según tales críticos, no se daba en el título original. Ocurre, sin embargo, que el verbo "to jump", en el argot de los barrios negros americanos, significa, además de "saltar", "tener relaciones sexuales" y la palabra "jump" designa a una compañera sexual ocasional. 

## Adaptación
En el año 2023, la plataforma Hulu estrenó una nueva versión de esta película con el mismo nombre, dirigida por Calmatic, escrita por Kenya Barris y Doug Hall. Protagonizada por Sinqua Walls y Jack Harlow. 